# ベヴィラックア
ベヴィラックア（伊: Bevilacqua）は、イタリア共和国ヴェネト州ヴェローナ県にある、人口約1,800人の基礎自治体（コムーネ）。

## 地理

### 位置・広がり

#### 隣接コムーネ
隣接するコムーネは以下の通り。括弧内のPDはパドヴァ県所属を示す。
- ボスキ・サンタンナ
- ミネルベ
- モンタニャーナ (PD)
- テッラッツォ
- ウルバーナ (PD)

### 気候分類・地震分類
気候分類では、zona E, 2487 GGに分類される。
また、イタリアの地震リスク階級 (it) では、zona 3 (sismicità bassa) に分類される。